# Dansmuseet
Il Dansmuseet è un museo sull'arte della danza di Stoccolma in Svezia.

## Storia
Aperto nel 1953 al piano terra dell'Opera reale svedese, contiene la collezione originale di oggetti relativi all'arte della danza appartenuti a Rolf de Maré, l'impresario dei Ballets suédois andati in scena a Parigi dal 1920 al 1925.
Il museo è attualmente ubicato in Gustav Adolfs torg 22–24, un antico edificio, nel quale è stato spostato nel maggio del 1999.